# Oluwafemi Balogun
Oluwafemi Balogun (nascut el 1987) és un jugador d'escacs nigerià.
A la llista d'Elo de la FIDE del gener de 2020, hi tenia un Elo de 22871 punts, cosa que en feia el jugador número 2 de Nigèria. El seu màxim Elo va ser de 2289 punts, a la llista de l'agost de 2019.

## Resultats destacats en competició
El 2016 va guanyar el Torneig Zonal 4.4 de l'Àfrica, a Monròvia i com a resultat li va ser atorgat el títol de Mestre de la FIDE.
L'any següent, Balogun va guanyar aquest esdeveniment per segon cop i es va qualificar per jugar a la Copa del Món d'escacs, celebrada posteriorment el mateix any a Batum, Geòrgia. Per aquesta victòria se li concedí el títol de Mestre Internacional.
A la Copa del Món, Balogun va ser derrotat per Campió Mundial Magnus Carlsen en la primera ronda, esdevenint així el primer africà en jugar contra un campió mundial regnant en un matx de competició.